# 埃克托尔·塔皮亚
埃克托尔·塔皮亚（西班牙語：Héctor Tapia，1977年9月30日—），智利男子足球运动员，司职前锋。他曾入选2000年夏季奥林匹克运动会智利男子足球队名单，但并未上场参赛。